# 上海市万里城实验学校
上海市万里城实验学校是中華人民共和國上海市普陀區一所九年一貫制學校，學校前身是创办于1992年的上海市普陀区平利路第二小学。2011年9月，學校更名为上海市万里城实验学校，並從灵石路1362号搬遷至新泉路150号。

## 外部連結
- 官方网站